# Jozef Ivančík
Jozef Ivančík (* 3. srpna 1951, Dražovce) je bývalý slovenský fotbalista, záložník. Jeho bratr Štefan Ivančík hrál fotbalovou ligu za Bohemians.

## Fotbalová kariéra
V československé lize hrál za AC Nitra, Bohemians Praha a Plastiku Nitra. V československé lize nastoupil v 112 utkáních a dal 4 góly. Dále hrál za Slovan Agro Levice.

## Ligová bilance
| Ročník                                      | Zápasy | Góly | Minuty | Klub               |
| ------------------------------------------- | ------ | ---- | ------ | ------------------ |
| 1. československá fotbalová liga 1971/72    | 23     | 2    | -      | AC Nitra           |
| 1. československá fotbalová liga 1975/76    | 17     | 1    | -      | Bohemians Praha    |
| 1. československá fotbalová liga 1976/77    | 20     | 0    | -      | Bohemians Praha    |
| 1. československá fotbalová liga 1979/80    | 28     | 0    | 2229   | Plastika Nitra     |
| 1. československá fotbalová liga 1980/81    | 24     | 1    | 1837   | Plastika Nitra     |
| 1. slovenská národní fotbalová liga 1981/82 | 30     | 4    | -      | Slovan Agro Levice |
| 1. slovenská národní fotbalová liga 1982/83 | 27     | 8    | -      | Slovan Agro Levice |
| 1. slovenská národní fotbalová liga 1983/84 | 24     | 3    | -      | Slovan Agro Levice |
| 1. slovenská národní fotbalová liga 1984/85 | 24     | 3    | -      | Slovan Agro Levice |
| 1. slovenská národní fotbalová liga 1985/86 | 29     | 1    | -      | Slovan Agro Levice |
| 1. slovenská národní fotbalová liga 1986/87 | 1      | 0    | -      | Slovan Agro Levice |
| LIGA CELKEM                                 | 112    | 4    | 4066   |                    |